# Função de classe
Em matemática, especialmente nas áreas de teoria dos grupos e teoria de representação de grupos, uma função de classe é uma função f definida em um grupo grupo G, tal que f é constante nas classes de conjugação de G. Em outras palavras, f é invariante sob a aplicação de conjugação em G. Tais funções desempenham um papel fundamental na teoria de representação.
O caractere de uma representação linear de G sobre um corpo K é sempre uma função de classe com valores em K. As funções de classe formam o centro do anel de grupo K[G]. Aqui uma função de classe f é identificado com o elemento {\displaystyle \sum _{g\in G}f(g)g}.

## Produtos internos
O conjunto de funções de classe de um grupo G com valores em um corpo K forma um K-espaço vetorial. Se G é finito e a característica do corpo não divide a ordem de G, então existe um produto interno neste espaço definido por {\displaystyle \langle \phi ,\psi \rangle ={\frac {1}{|G|}}\sum _{g\in G}\phi (g)\psi (g^{-1})} em que |G| denota a ordem de G. O conjunto de caracteres irredutíveis de G forma uma base ortogonal, e se K é um corpo de decomposição para G, por exemplo se K é algebricamente fechado, então os caracteres irredutíveis formam uma base ortonormal.
No caso de um grupo compacto e K = C o compor dos números complexos, a noção de medida de Haar permite que a soma finita acima seja substituída por uma integral: {\displaystyle \langle \phi ,\psi \rangle =\int _{G}\phi (t)\psi (t^{-1})\,dt.}
Quando K é o corpo dos números reais ou dos complexos, o produto interno é uma forma bilinear hermitiana não degenerada.